# حمنانة القديمة (المفرق)
حمنانة القديمة منطقة سكنية تقع في لواء قصبة المفرق، محافظة المفرق في الأردن. تنتمي المنطقة لقضاء بلعما الذي يضم 17 منطقة. يقدر عدد سكانها بـ 27 نسمة حسب إحصاء 2015.

## الوصلات الخارجية
- دائرة الاحصاءات العامة